# Asterodiscides tuberculosus
Asterodiscides tuberculosus is een zeester uit de familie Asterodiscididae.
De wetenschappelijke naam van de soort werd in 1906 gepubliceerd door Walter Kenrick Fisher.